# Club de Golf de Barcelona

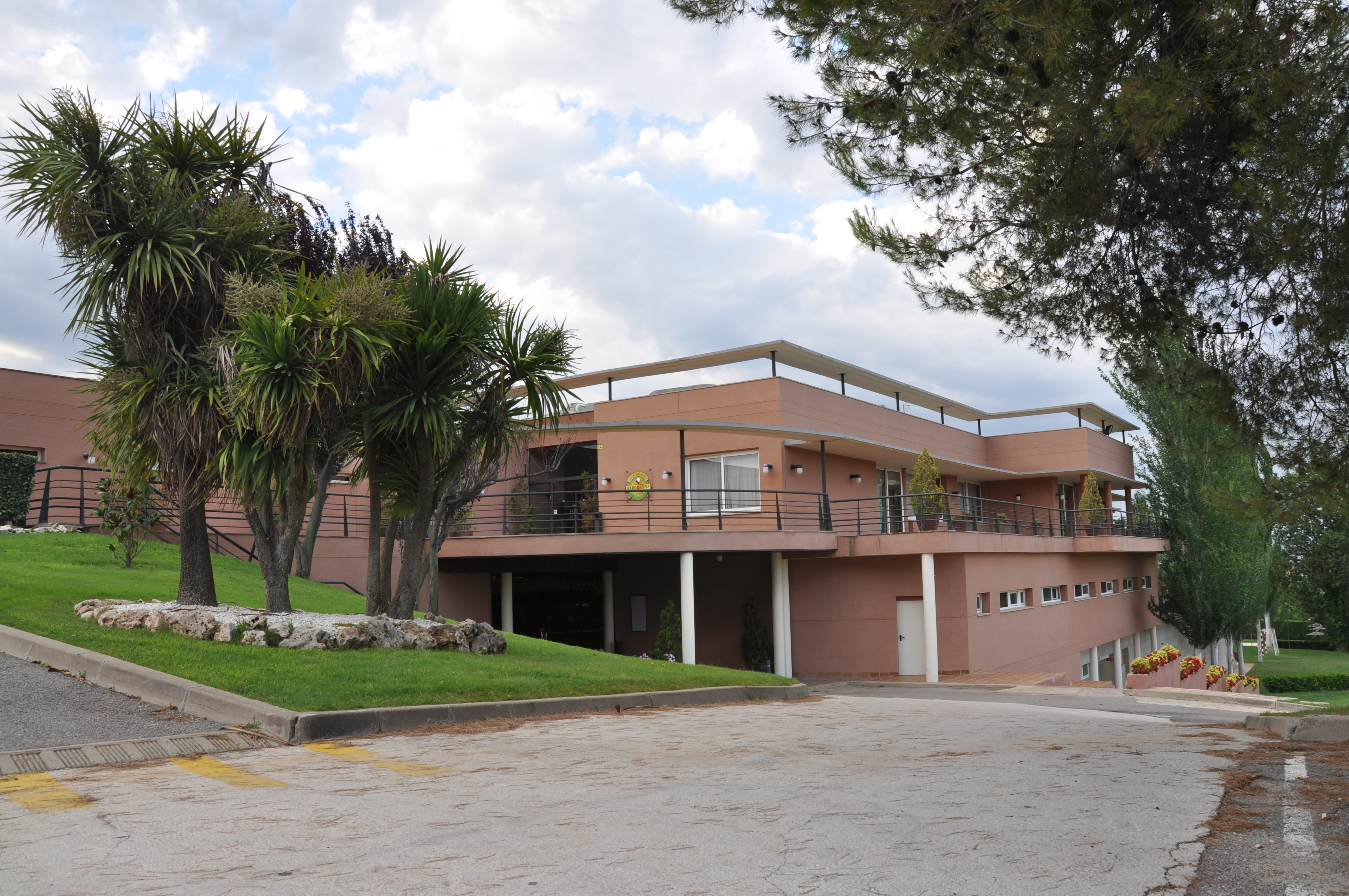
Clubhuis

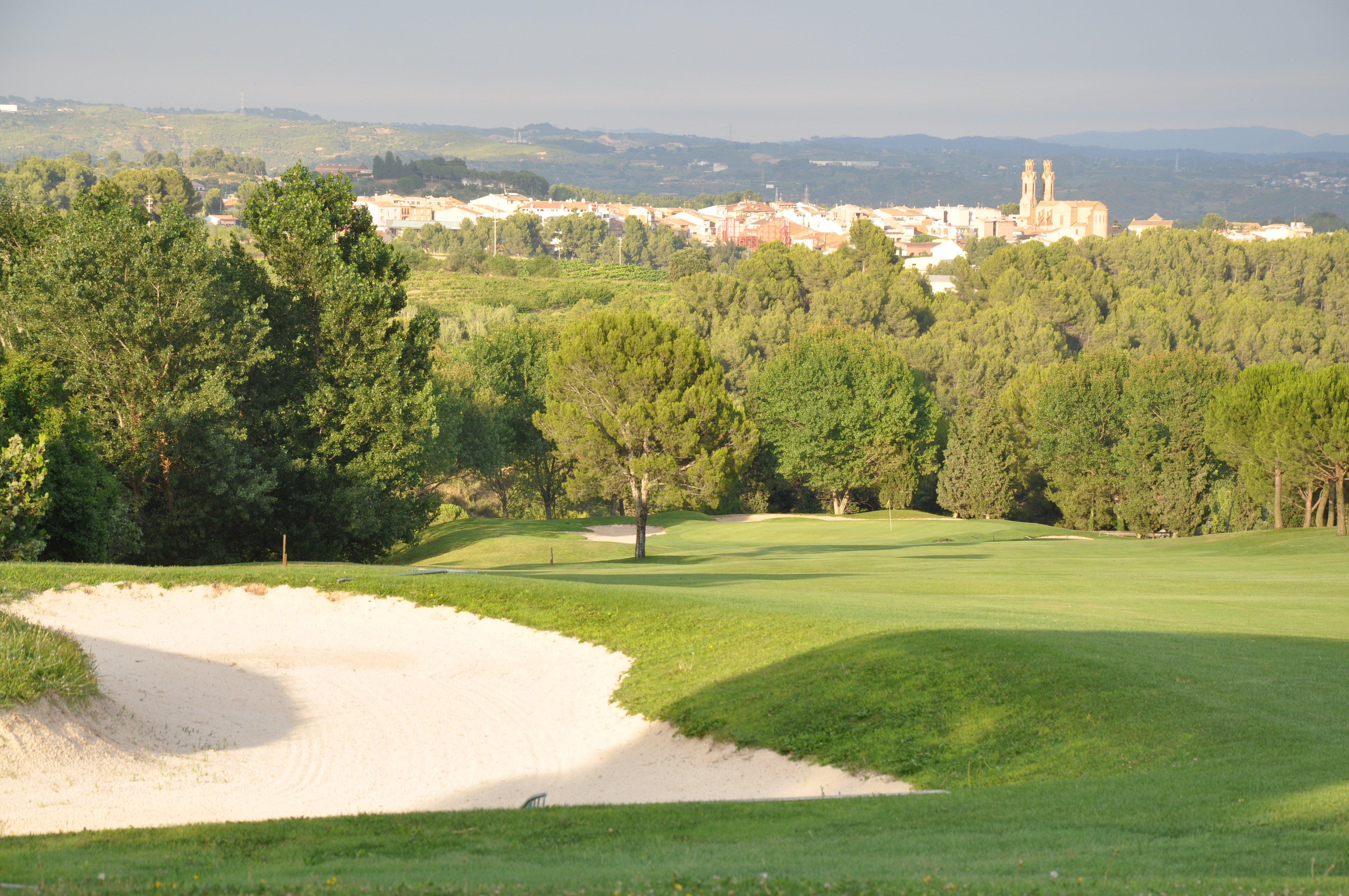
Hole 1

Club de Golf de Barcelona (voorheen Masia Bach Club de Golf) is een golfclub op een golfbaan bij Sant Esteve Sesrovires in de provincie Barcelona.